# Marian Ufnal
Marian Ufnal (ur. 1924, zm. 2007) – polski handlowiec i dyplomata. Były wieloletni sekretarz generalny Towarzystwa Polsko-Brazylijskiego oraz przedstawiciel Resortu Handlu Zagranicznego poza krajem. Orędownik i działacz na rzecz rozwoju stosunków polsko-brazylijskich. Od 1960 do 1961 pozostawał chargé d’affaires PRL w Urugwaju.
Został wyróżniony przez władze Brazylii Krzyżem Oficerskim Narodowym Orderem Krzyża Południa.
Pochowany w Węgrowie.